# Peregrine Rhodes
Peregrine Alexander Rhodes, KCMG (* 14. Mai 1925; † 7. März 2005) war ein britischer Diplomat, der unter anderem zwischen 1979 und 1982 Hochkommissar in Zypern sowie von 1982 bis 1985 Botschafter in Griechenland war. Danach fungierte er zwischen 1986 und 1993 als Generaldirektor der British Property Federation, eine gemeinnützige Organisation, die Unternehmen vertritt, die sich mit Eigentum und Investitionen befassen.

## Leben
Peregrine Alexander Rhodes, Sohn von Cyril Edmunds Rhodes und Elizabeth Jocelyn Rhodes, besuchte das renommierte 1382 gegründete Winchester College und leistete zwischen 1944 und 1947 seinen Militärdienst bei den Coldstream Guards. Im Anschluss absolvierte er ein Studium im Fach Klassische Altertumswissenschaft am New College der University of Oxford, das er 1950 mit einem Bachelor of Arts (B.A. Classics) abschloss. 1951 trat er in den diplomatischen Dienst (HM Foreign Service) und fand danach zahlreiche Verwendungen im Ausland sowie im Außenministerium beziehungsweise dem Ministerium für Auswärtige und Commonwealth-Angelegenheiten (Foreign and Commonwealth Office). Er war zwischen 1953 und 1956 Zweiter Sekretär an der Botschaft in Burma sowie im Anschluss von 1956 bis 1959 Privatsekretär des Staatsministers im Außenministerium, Allan Noble. Anschließend fand er von 1959 bis 1962 Verwendung als Erster Sekretär an der Botschaft in Österreich sowie zwischen 1962 und 1965 als Erster Sekretär an der Botschaft in Finnland.
Rhodes war von 1965 bis 1968 wieder im Außenministerium eingesetzt und wurde dort 1967 zum Botschaftsrat ernannt. Danach war er zwischen 1968 und 1969 an das Institut für das Studium internationaler Organisationen (Institute for Study of International Organisation) der University of Sussex abgeordnet und fungierte von 1970 bis 1973 als Botschaftsrat und Kanzler an der Botschaft in Italien. Nach der Aufnahme diplomatischer Beziehungen war er zwischen 1973 und 1975 Botschaftsrat und Geschäftsträger (Chargé d’Affaires) der Botschaft in der Deutschen Demokratischen Republik. 1975 wurde er zum Kabinettsamt (Cabinet Office) abgeordnet und war dort bis 1978 Unterstaatssekretär und Chef des Bewertungsstabes (Under Secretary, Cabinet Office (Chief of Assessments Staff)). Während dieser Zeit wurde er für seine Verdienste 1976 Companion des Order of St Michael and St George (CMG). 
Als Nachfolger von Donald McDonald Gordon wurde Peregrine Rhodes 1979 Hochkommissar in Zypern und verblieb auf diesem bis 1982, woraufhin William Wilberforce seine dortige Nachfolge antrat. Danach wurde er 1982 Nachfolger von Iain Sutherland als Botschafter in Griechenland und bekleidete diesen Posten bis zu seinem Eintritt in den Ruhestand 1985, woraufhin er durch Jeremy Thomas abgelöst wurde. 1984 wurde er zum Knight Commander des Order of St Michael and St George (KCMG) geschlagen und führte seither den Namenszusatz „Sir“. Er engagierte sich von 1982 bis 2002 als Vizepräsident der British School at Athens und war zudem von 1986 bis 1990 als Vorsitzender der Britisch-Griechischen Gesellschaft (Anglo-Hellenic League). Er fungierte zudem zwischen 1986 und 1993 als Generaldirektor der British Property Federation, eine gemeinnützige Organisation, die Unternehmen vertritt, die sich mit Eigentum und Investitionen befassen.
Peregrine Alexander Rhodes war zwei Mal verheiratet. Aus seiner ersten 1951 geschlossenen und später aufgelösten Ehe mit Jane Marion Hassell gingen zwei Söhne und eine Tochter hervor. 1969 heiratete er in zweiter Ehe Margaret Rosemary Page.